# Herrarnas lagsprint i bancykling vid olympiska sommarspelen 2016
Herrarnas lagsprint i bancykling vid olympiska sommarspelen 2016 avgjordes den 11 augusti 2016 i Rio de Janeiro.

## Medaljörer
| Event               | Guld                                     | Silver                                    | Brons                                           |
| Herrarnas lagsprint | Storbritannien                           | Nya Zeeland                               | Frankrike                                       |
| Herrarnas lagsprint | Philip Hindes Jason Kenny Callum Skinner | Edward Dawkins Ethan Mitchell Sam Webster | Grégory Baugé Michaël D'Almeida François Pervis |

## Resultat

### Kval
De åtta snabbaste lagen gick till nästa omgång,
| Placeringar | Land           | Cyklister                                        | Resultat      | Noteringar |
| ----------- | -------------- | ------------------------------------------------ | ------------- | ---------- |
| 1           | Storbritannien | Philip Hindes Jason Kenny Callum Skinner         | 42,562        | Q, OR      |
| 2           | Nya Zeeland    | Edward Dawkins Ethan Mitchell Sam Webster        | 42,673        | Q          |
| 3           | Australien     | Patrick Constable Matthew Glaetzer Nathan Hart   | 43,158        | Q          |
| 4           | Frankrike      | Grégory Baugé Michaël D'Almeida François Pervis  | 43,185        | Q          |
| 5           | Polen          | Rafal Sarnecki Damian Zielinski Krzysztof Maksel | 43,297        | Q          |
| 6           | Nederländerna  | Jeffrey Hoogland Theo Bos Matthijs Buchli        | 43,688        | Q          |
| 7           | Tyskland       | Rene Enders Joachim Eilers Maximilian Levy       | 43,711        | Q          |
| 8           | Venezuela      | Cesar Marcano Hersony Canelon Angel Pulgar       | 44,263        | Q          |
| 9           | Sydkorea       | Son Je-yong Im Chae-bin Kang Dong-jin            | REL[A] 44,422 |            |

### Första omgången
Vinnarna rankades efter tid, utifrån vilka två gick till finalen och två till bronsloppet.
| Placering | Heat | Land           | Cyklister                                         | Resultat | Noteringar |
| --------- | ---- | -------------- | ------------------------------------------------- | -------- | ---------- |
| 1         | 3    | Nya Zeeland    | Edward Dawkins Ethan Mitchell Sam Webster         | 42,535   | QG, OR     |
| 2         | 4    | Storbritannien | Philip Hindes Jason Kenny Callum Skinner          | 42,640   | QG         |
| 3         | 1    | Frankrike      | Grégory Baugé Michaël D'Almeida François Pervis   | 43,153   | QB         |
| 4         | 2    | Australien     | Patrick Constable Matthew Glaetzer Nathan Hart    | 43,166   | QB         |
| 5         | 3    | Tyskland       | Rene Enders Joachim Eilers Maximilian Levy        | 43,455   |            |
| 6         | 2    | Nederländerna  | Nils van 't Hoenderdaal Jeffrey Hoogland Theo Bos | 43,552   |            |
| 7         | 1    | Polen          | Rafal Sarnecki Damian Zielinski Krzysztof Maksel  | 43,555   |            |
| 8         | 4    | Venezuela      | Cesar Marcano Hersony Canelon Angel Pulgar        | 44,486   |            |

### Finaler
I finalen avgjordes de slutliga placeringarna för topp fyra-placeringarna.
| Placering  | Land           | Cyklister                                       | Resultat | Noteringar |
| ---------- | -------------- | ----------------------------------------------- | -------- | ---------- |
| Bronsmatch |                |                                                 |          |            |
| 3          | Frankrike      | Grégory Baugé Michaël D'Almeida François Pervis | 43,143   |            |
| 4          | Australien     | Patrick Constable Matthew Glaetzer Nathan Hart  | 43,298   |            |
| Final      |                |                                                 |          |            |
| 1          | Storbritannien | Philip Hindes Jason Kenny Callum Skinner        | 42,440   | OR         |
| 2          | Nya Zeeland    | Edward Dawkins Ethan Mitchell Sam Webster       | 42,542   |            |